# 拉布雷斯
拉布雷斯（法語：La Bresse，法語發音：[la bʁɛs] ⓘ）是法国大東部大區孚日省的一个市镇，属于埃皮纳勒区。

## 地理
拉布雷斯（48°0'21"N, 6°52'33"E）面积57.94 平方千米，位于法国大東部大區孚日省，该省份为法国东北部内陆省份，北起默兹省和默尔特-摩泽尔省，西接上马恩省，南至上索恩省和贝尔福地区省，东临上莱茵省和下莱茵省。
与拉布雷斯接壤的市镇（或旧市镇、城区）包括：克松吕普隆热默、罗谢松、梅泽拉尔、什托斯维尔、维尔登什泰因、科尔尼蒙、热拉尔梅。
拉布雷斯的时区为UTC+01:00、UTC+02:00（夏令时）。

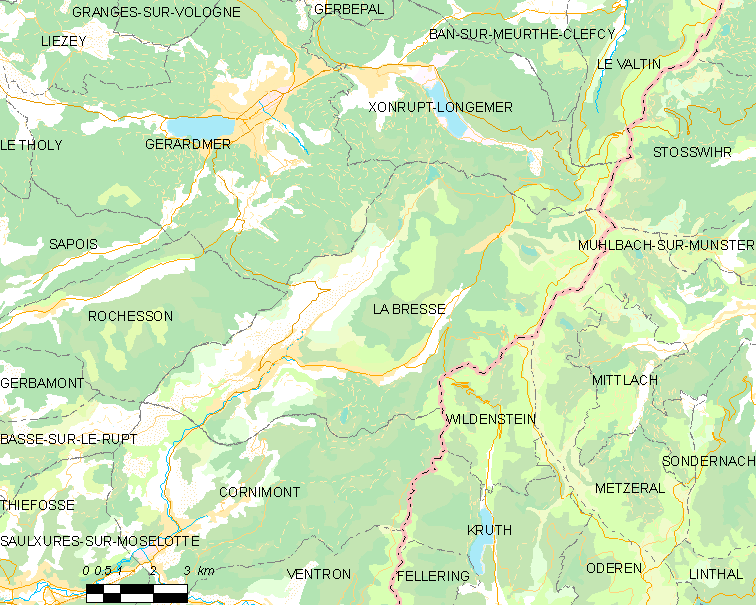
拉布雷斯的OSM定位图

## 行政
拉布雷斯的邮政编码为88250，INSEE市镇编码为88075。

## 政治
拉布雷斯所属的省级选区为拉布雷斯县。

## 人口

1962-2008年间拉布雷斯人口变化图示

拉布雷斯于2022年1月1日时的人口数量为3947人。